# Polná
Polná (in tedesco Polna) è una città della Repubblica Ceca facente parte del distretto di Jihlava, nella regione di Vysočina.

## Geografia fisica
I comuni limitrofi sono Filipovské Chaloupky, Dobronín e Střelecká ad ovest, Horní Věžnice, Dolní Věžnice, Brzkov e Dolní Jablonná a nord, Záborná ad est e Věžnička, Dobroutov, Lipina, Ždírec, Jamné, Rytířsko e Zhoř a sud.
Si trova in collina, ad un'altitudine di 490 metri s.l.m..
La città è circondata da diverse colline: la più alta è Homoli Brezina (569 m), a sud; poi vi è la collina Celenský (553 m), a sud-est; infine il colle Svatoňův (541 m), ad un chilometro a nord.
I corsi d'acqua più vicini sono il ruscello Ochozský, il lago Peklo, largo 15 ettari, ed i fiumi Zhořský e Šlapanka. Nella parte settentrionale scorre il fiume Skrýšovský, che sfocia nello stagno Kukle.

## Storia

### Origini

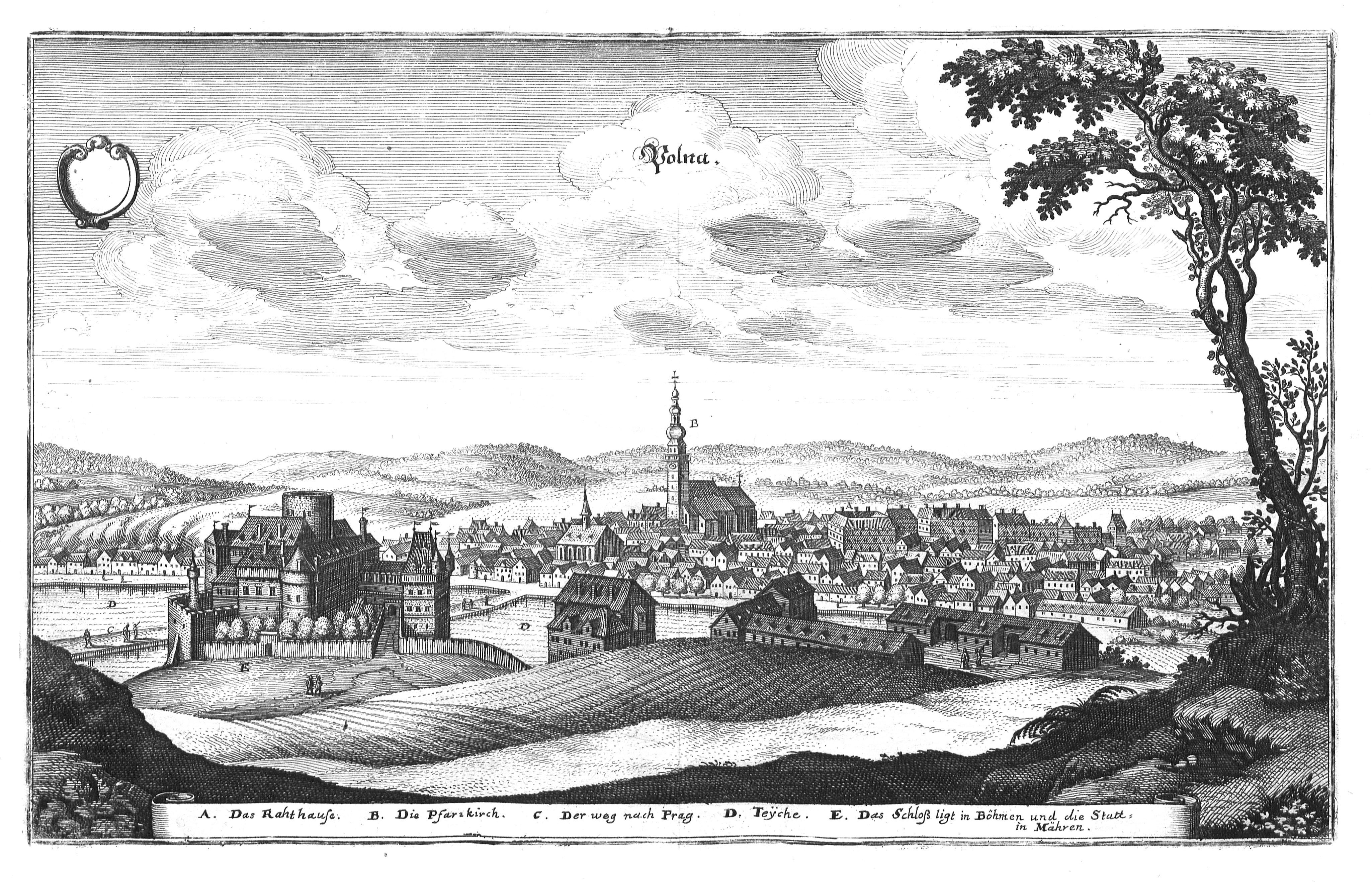
Boemia, Moravia e Slesia.

Polná è nato come comune mercato, probabilmente a metà del XII secolo, anche se le prime menzioni scritte risalgono al 1242, quando era inserito nella lista delle proprietà di Jan z Polné, approvata dal re ceco Venceslao I. Sia la chiesa che il castello risalgono a quel periodo.
Polná, beneficiato dalla sua posizione nel centro fra la Boemia e la Moravia, divenne centro di attività molto importante.

### Medioevo
Per la maggior parte della sua esistenza, la città è stata governata da importanti famiglie nobili. Durante il regno di Ješek Ptáček di Pirkštejn, la città fu ampliata. Nel periodo delle guerre hussite regnò Hynek Ptáček di Pirkštejn. Nell 1479 fu costruito il palazzo comunale e furono riparate le mura della città. Per molti anni la città venne governata da seguaci di Mattia Corvino. Intanto, i primi ebrei iniziavano a stanziarsi in città.

### XVII e XVIII secolo
Nel 1597 Hertvík Žejdlic di Šenfeldu prese il potere e, durante il regno di questa famiglia, Polná crebbe in tutti i settori.
In questo periodo aumentò notevolmente la popolazione di etnia ebraica, la quale scomparve soltanto durante la seconda guerra mondiale. Lo sviluppo della città si fermò con la guerra dei trent'anni, durante la quale Polná si vide saccheggiata ed incendiata da numerose truppe d'invasione svedesi. Privilege nel 1703, consentendo ebrei di ampliare i mercati di negoziazione operano anno e istituire un governo presieduto da un magistrato.
Nel 1794 il castello fu bruciato e la sua ricostruzione fu mai ultimata solo nel 1924.

### XIX secolo

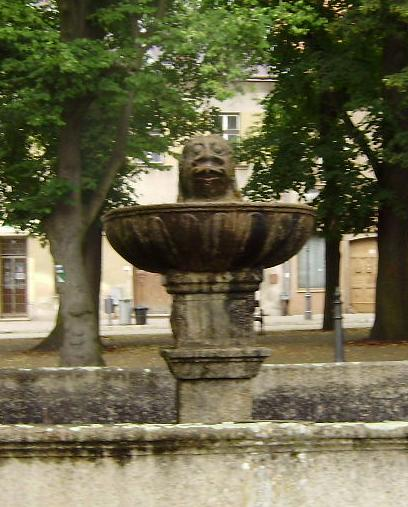
Fontana in pietra.

Polná è stato il primo centro di Jihlava a rifiutare la cultura tedesca. Nella prima metà del XIX secolo, c'erano 6 500 abitanti (terza città più grande del distretto, dopo Jihlava stessa e Třebíč).
Nel 1842 arrivarono le poste mentre nel 1874 fu introdotto il telegrafo.
In questo periodo, la popolazione ebraica arrivo al 30%. Molti ebrei erano stanziati in un unico ghetto che comprendeva 770 abitanti, pari al 12% della popolazione urbana. A causa del declino economico, gran parte di queste famiglie lasciarono la città. Nell'agosto del 1863 esplose un grande incendio che distrusse 189 case e 456 famiglie rimasero senza abitazioni. Private di queste splendide case in stile barocco, molte famiglie si trasferirono fuori città. Dopo l'incendio, la città cambiò completamente il suo aspetto e la natura economica.
Tra gli episodi più rilevanti ci fu il cosiddetto caso Hilsner: il 29 marzo 1899 fu assassinato un antisemita nei pressi dei boschi di Březina e di tale omicidio fu ingiustamente accusato l'ebreo Leopold Hilsner, che fu condannato a morte.

### XX secolo
Nei primi del XX secolo furono apportate molte modifiche innovative: oltre alla costruzione della stazione ferroviaria, nel 1900 è stato aperto il museo civico; nel 1905 è stato introdotto il telefono e furono inseriti impianti di approvvigionamento dell'acqua.
Nel 1922 gli enti locali hanno acquistato la proprietà del castello e cominciarono a poco a poco le riparazioni.
Al genocidio nazista scamparono solo tre ebrei, nessuno dei quali è mai tornato a Polná.
Dopo parecchie riorganizzazioni territoriali, nel 1960 la città diventa parte del distretto di Jihlava.

## Monumenti e luoghi d'interesse
Polná ha molte piccole fabbriche e monumenti architettonici ben conservati.

### Klešter
Antica via commerciale situata a circa 150 metri dal carcere È una gola piuttosto stretta che collega la Moravia alla Boemia. Veniva utilizzata nel medioevo per trasportare il bestiame dall'Ungheria alla Cecoslovacchia. Il nome deriva dal termine tedesco klosteur, equivalente della parola ceca zárožné. Per circa 500 m è stata scavata nel terreno roccioso.
L'importanza di questo viale è che vi sono stati rinvenuti molti reperti archeologici. Ad esempio, sono state trovate una croce bizantina in pietra ed una serie di monete alessandrine del III secolo d.C.. Nel 1998 questo luogo è stato proclamato dal Ministero della Cultura ceco monumento culturale nazionale.

### Castello

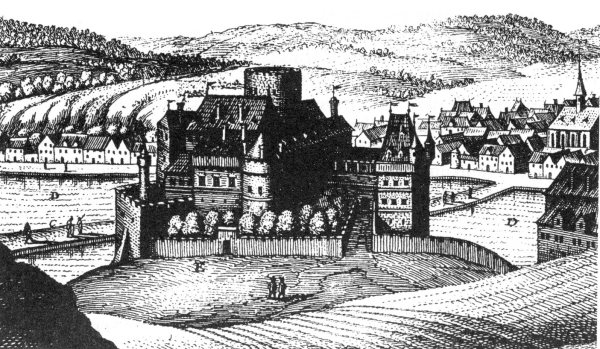
Il castello verso la metà del XVII secolo.

Il castello di Polná è un edificio ben conservato, tra i più antichi dell'età feudale. È stato costruito intorno al 1320 su un promontorio. nel 1617 si adattò ai cambiamenti apportati dall'età gotica. Nel XV secolo furono ampliate le fortificazioni, ma nel 1584 scoppiò un grave incendio. Tra il 1645 e il 1647 la fortezza fu dunque ricostruita. Nel XVII secolo, durante il regno di Franz Seraph von Dietrichstein, il castello fu riadattato in stile barocco, nel 1693 fu installato l'impianto idraulico e venne costruita una fontana di pietra. Il suo aspetto odierno risale al XVIII secolo.

### Cattedrale dell'assunzione di Maria
La chiesa fu costruita fra il 1700 ed il 1707 al posto di una gotica preesistente. La torre fu completata nel 1714 secondo il progetto dell'architetto italiano Domenico D'Angeli e finanziata principalmente da Leopoldo Ditrichštejn. Dopo la sua morte, nel 1708, la costruzione del tempio fu sospesa e mai terminata. Nonostante la sua incompletezza, gli esperti ritengono ula cattedrale una delle chiese più belle della Repubblica ceca. L'edificio è alto 19 m, lungo 26 m e largo 22 m. L'interno è ricco di decorazioni in stucco, 10 altari, arazzi, affreschi, fonte battesimale del 1617 e un organo. La pavimentazione risale al 1713. La torre fu distrutta da un incendio nel 1863 e venne ricostruita nel 1895 dall'architetto Schmoranz. La cattedrale ha tre navi. In occasione del Natale si tengono mostre di presepi.

### Chiesa di santa Caterina

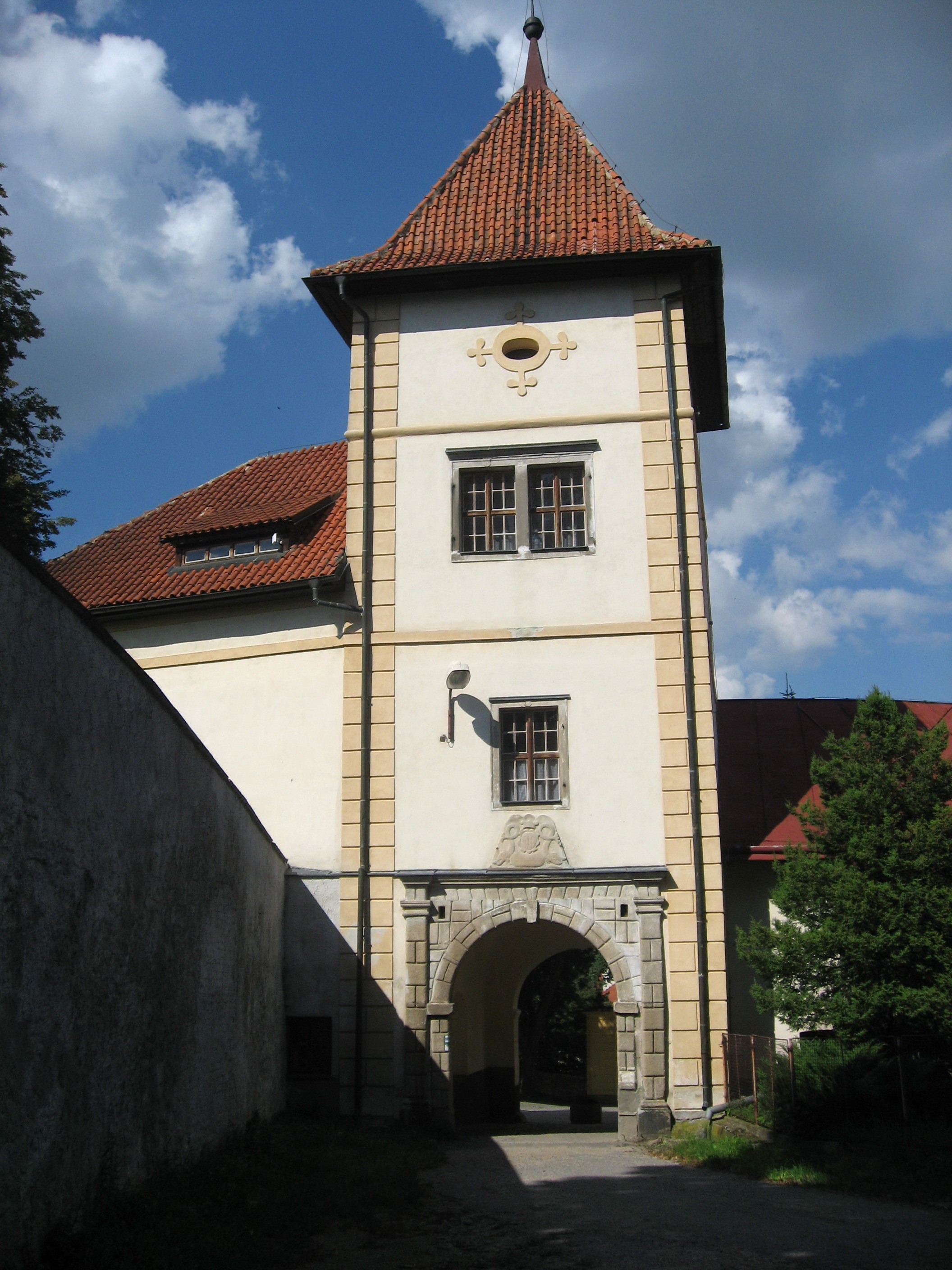

Il secondo monumento più antico della città, costruito tra il 1378 ed il 1389 da John Bird di Pirkštejna su una collina a sud della città. Dell'edificio originale è stato conservato il primo portale gotico in frantumi. La chiesa, in quel tempo, fungeva da cappella per gli abitanti del castello. Negli anni 1906-1910 il pittore Charles Louis Klusáček scoprì dei frammenti nascosti di affreschi murali: scene della vita di Cristo e di Santa Caterina (XV secolo), la Resurrezione ed il Giudizio Universale (circa 1550, firmato Jirik Currier), che aveva inserito nella chiesa l'allora proprietario Hertvík Žejdlic. Attorno ad essa c'è un cimitero dei primi anni del XV secolo. Presumibilmente, vi era anche un ossario. Sopra il cimitero principale, alla fine del XVI secolo ne fu istituito uno piccolo per i bambini non battezzati, persone di altre fedi e morti per suicidio.

### Il quartiere ebraico e il cimitero
Il quartiere ebraico è stato fondato nel 1680 e si trova a sud-est della piazza Hus. Sono vissute qui centinaia di persone e, nei periodi di massima (specialmente nel XVII secolo), erano presenti fino a 32 case. La sinagoga fu costruita nel 1684 e ricostruita tra il 1996 ed il 2000, durante la quale sono stati rinvenuti resti dei dipinti originali.
Il cimitero ebraico, situato a nord, originariamente fu utilizzato fino al II secolo d.C. Fu istituito nuovamente all'inizio del XVI secolo ed è stato ampliato più volte. Accanto ad esso scorre il fiume Šlapanka. La lapide datata più antica è del 1683, la più recente è del 1940.

### Museo civico

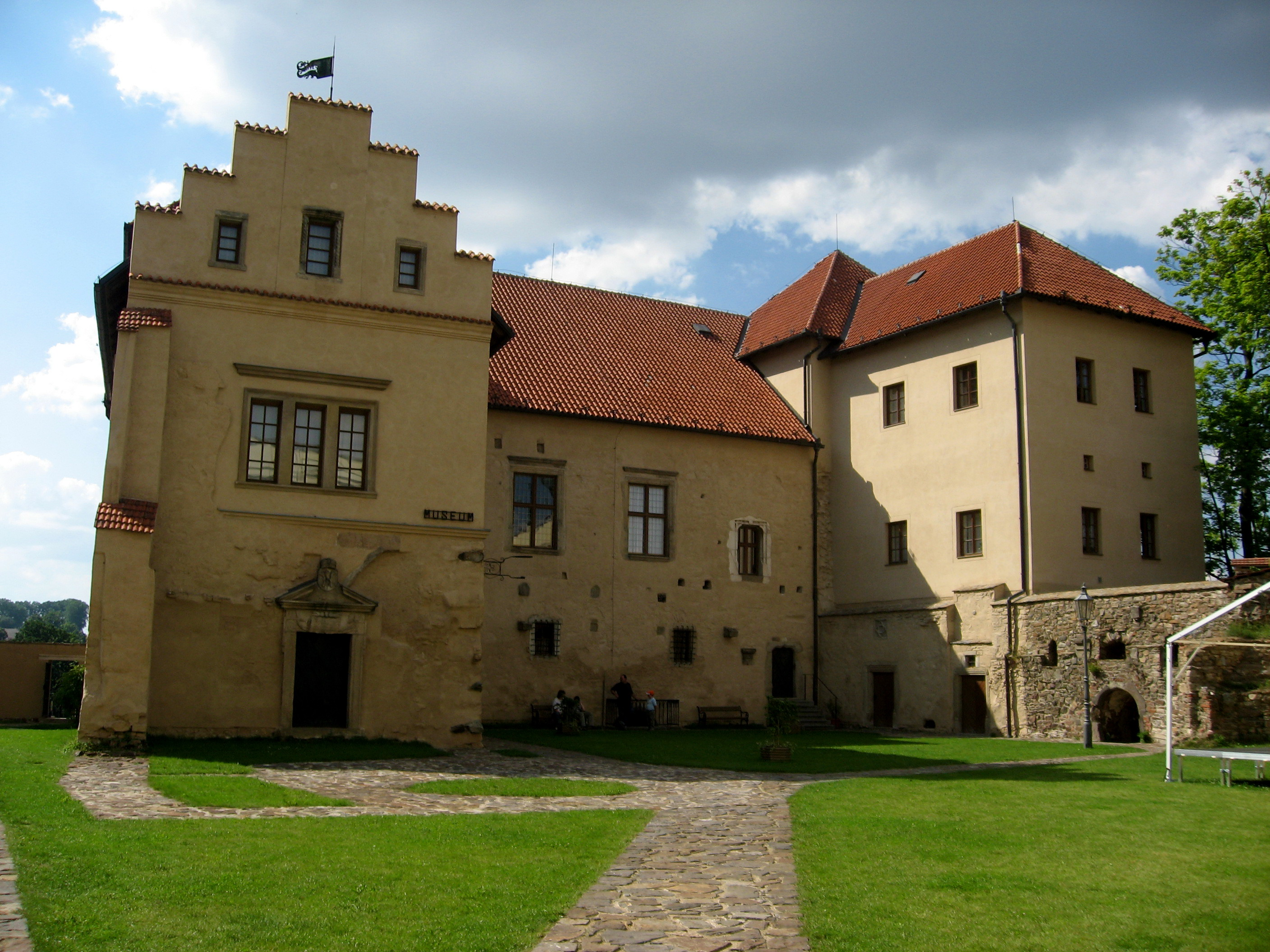

Il museo civico, situato nel parco del castello è stato fondato nel 1895. Nel 1900 fu aperto al pubblico. Břetislav Rérych si rivelò un grande benefattore per il museo, del quale è stato nominato fondatore. La prima esposizione si tenne solo nel settembre del 1924, dopo il completamento della ricostruzione del castello, solo alcune aule del quale oggi sono aperte ai visitatori. Durante il periodo della prima guerra mondiale è stato il più grande museo della Moravia. Negli anni settanta, il castello ha subito lavori di ristrutturazione, durante i quali le collezioni sono state conservate nel deposito del museo e riesposte alla sua riapertura. Attualmente, il museo gestisce sette mostre permanenti.

### Piazza Hus

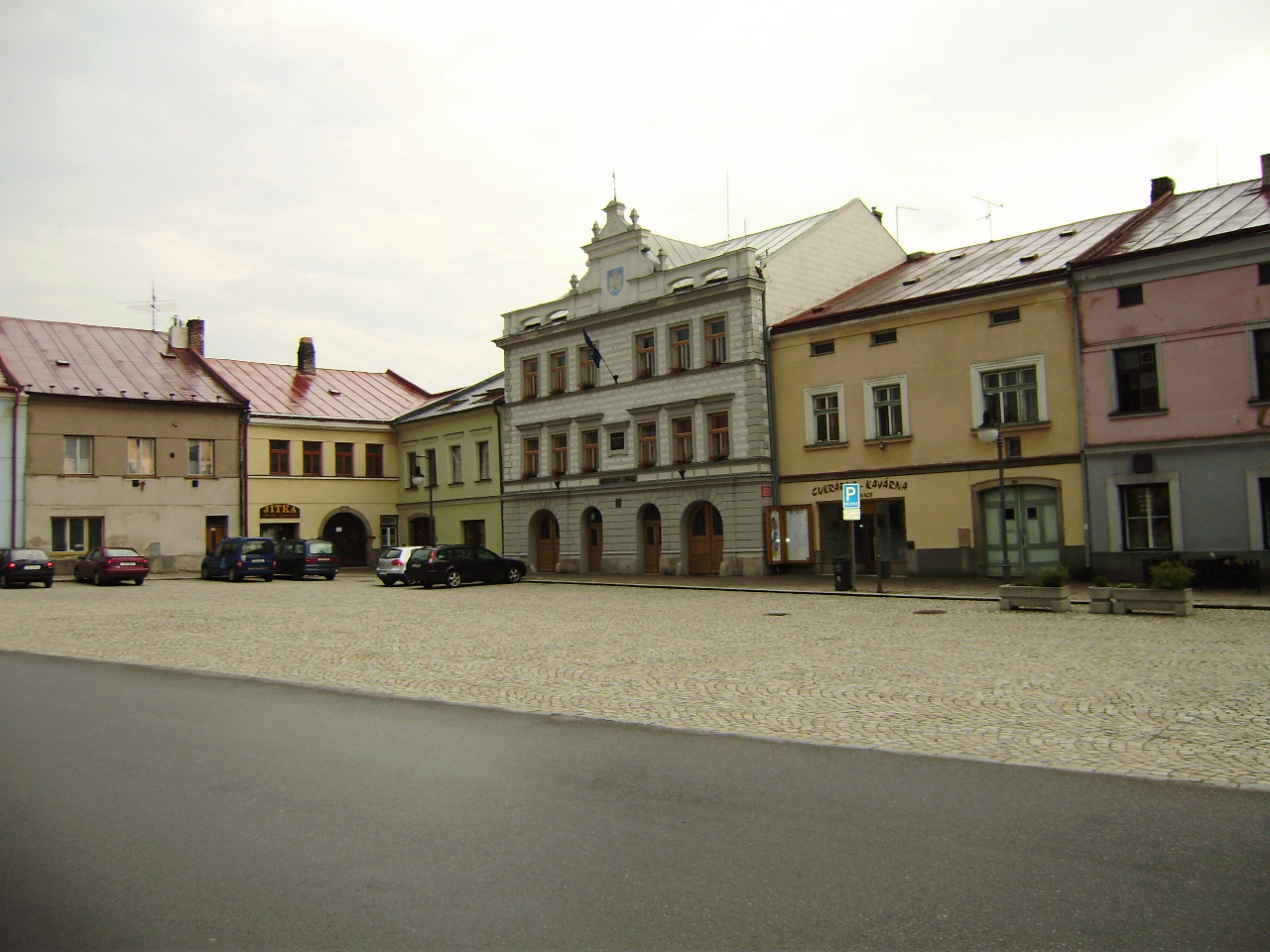
Piazza Hus.

Risalente probabilmente alla metà del XV secolo, avente una forma quadrata regolare, la piazza era popolarmente conosciuta come "rynk" (mercato), circondata da case borghesi, cantine e scantinati. Il nome le venne assegnato verso la fine del XIX secolo. Si dice che la piazza abbia delle gallerie sotterranee ancora inesplorate.

### Chiesa di Santa Barbara
La chiesa di Santa Barbara è un edificio in stile barocco con pianta a croce greca. Le pareti sono ricoperte da lastre di marmo.

### Altro

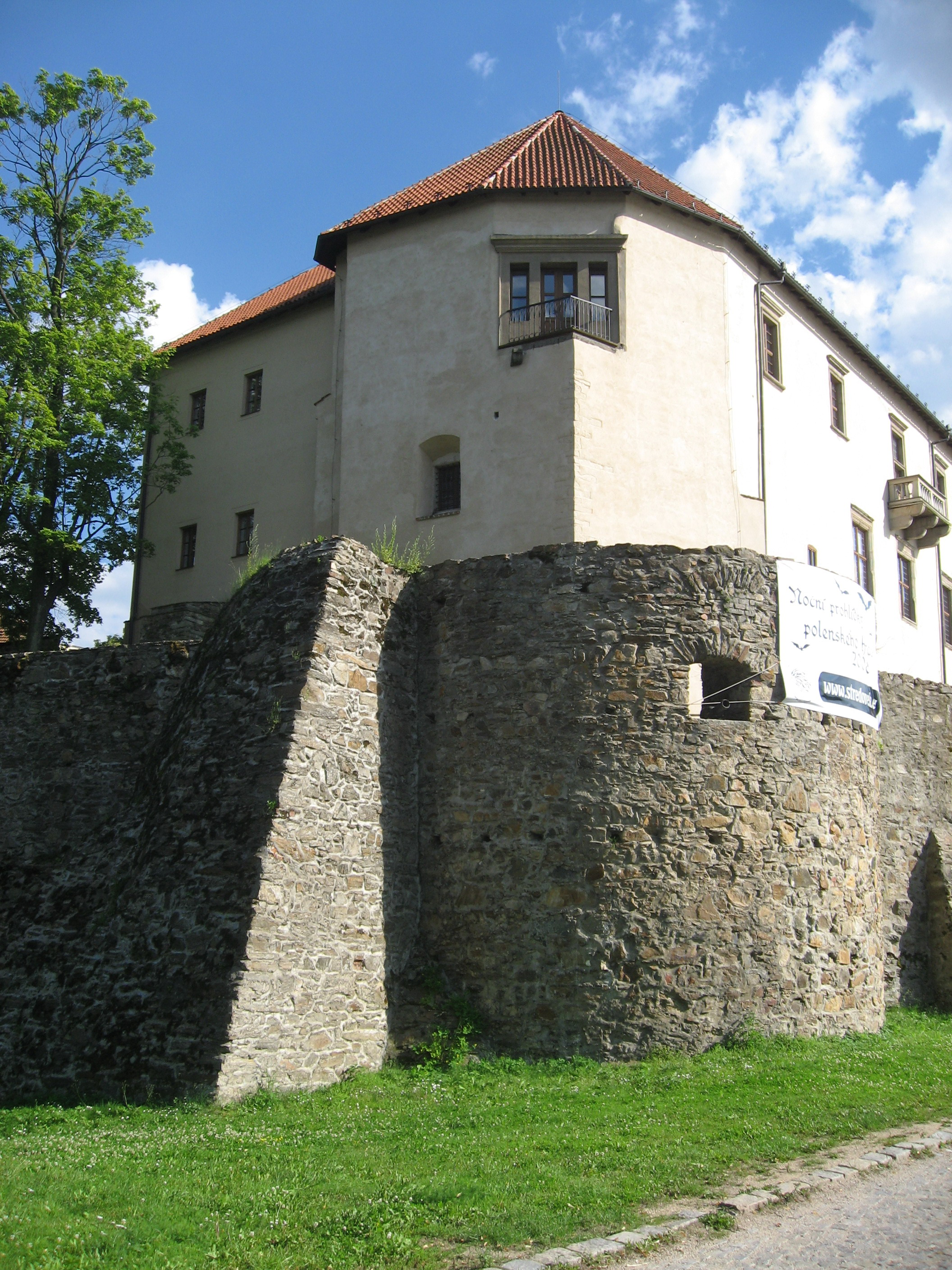

- Stazione ferroviaria, costruita nel 1903
- Piazza Sezimově, a pianta triangolare. Nel 1977 vi sono state rinvenute delle monete romane risalenti al III secolo a.C.
- Croce di pietra, costruita in memoria di un contadino investito da un carro, sale per circa 100 metri alle spalle della città verso Záborné
- Quattro lapidi commemorative, conservate nel museo civico
- Colonna con una statua della Vergine Maria
- Scultura barocca della Santissima Trinità
- Fontana "Hastrmanka" del 1963, in piazza Hus
- Municipio, in piazza Hus
- Chiesa di Sant'Anna, costruita nel 1447 su ordine di Giovanni Sezimy di Rochova. In origine serviva come cappella per i detenuti in ospedale
- Monumento ai caduti, in piazza Hus
- Fontana con la statua di Ebe, in piazza Sezimově

## Società

### Evoluzione demografica
| Anno        | 1794 | 1830 | 1858 | 1869 | 1910 | 1930 | 1950 | 1980 | 2002 | 2006 | 2011 |
| ----------- | ---- | ---- | ---- | ---- | ---- | ---- | ---- | ---- | ---- | ---- | ---- |
| Popolazione | 3590 | 6400 | 6897 | 5195 | 4526 | 3559 | 3939 | 4242 | 4885 | 5064 | 5238 |

## Geografia antropica

### Frazioni
- Polná
- Hrbov (Herbau)
- Janovice (Janowitz)
- Nové Dvory (Deutsch Neuhof)
- Skrýšov (Skrischow)